# Отрембуси
Отрембуси (пол. Otrębusy) — село в Польщі, у гміні Брвінув Прушковського повіту Мазовецького воєводства.
Населення — 2557 осіб (2011).
У 1975-1998 роках село належало до Варшавського воєводства.

## Демографія
Демографічна структура станом на 31 березня 2011 року:
|          | Загалом | Допрацездатний вік | Працездатний вік | Постпрацездатний вік |
| -------- | ------- | ------------------ | ---------------- | -------------------- |
| Чоловіки | 1229    | 255                | 788              | 186                  |
| Жінки    | 1328    | 217                | 768              | 343                  |
| Разом    | 2557    | 472                | 1556             | 529                  |